# Военно-морские силы Сальвадора
Военно-морские силы Сальвадора (исп. Fuerza Naval de El Salvador) — один из видов вооружённых сил республики Сальвадор.

## История
Береговая охрана была создана в Сальвадоре в 1842 году и сохранялась в этом качестве до начала XX века. Основными задачами службы была борьба с контрабандистами и незаконной ловлей рыбы в территориальных водах.
В 1896—1901 гг. в Сальвадоре находилась французская военная миссия (капитан, лейтенант и два сержанта), которые предлагали руководству страны приобрести вооружение и военное имущество во Франции. После того, как в 1896 году Коста-Рика купила себе невооружённое судно (в дальнейшем ставшее первым вооружённым кораблём в странах Центральной Америки), в 1897 году Сальвадор также купил вооружённый тремя пушками корабль. Однако уже к 1905 году состояние корабля ухудшилось настолько, что он потерял значение как боевая единица. 
В период с 1912 по 1952 год в Сальвадоре не имелось каких-либо военно-морских сил.
5 сентября 1949 года правительство Сальвадора приняло декрет № 804 о создании «морской школы» и подготовке кадров для военно-морских сил. 4 ноября 1949 года в страну прибыл купленный в Канаде катер GC-1, который был передан в распоряжение школы в качестве учебного судна для обучения курсантов. Кроме того, школе были переданы 10 деревянных весельных лодок. 5 января 1950 года в Сан-Сальвадоре состоялось открытие военно-морской школы (Escuela de Marina) при Главном штабе вооружённых сил, в которой началась подготовка кадров для военно-морских сил.
23 октября 1952 года военно-морские силы были созданы вновь.
В 1974 году численность ВМС составляла около 200 человек.
В 1975 году из США были получены три 100-футовых патрульных катера типа «Camcraft» (GC 6, GC 7 и GC 8)
По состоянию на 1978 год, ВМС Сальвадора состояли из 130 человек и четырёх патрульных катеров.
23 мая 1979 года правительство ввело чрезвычайное положение на всей территории страны. Военнослужащие (в том числе, моряки военно-морского флота) были задействованы в охране объектов инфраструктуры и службе на блок-постах. В следующие дни обстановка в стране осложнилась, в перестрелках с партизанами погибли два полицейских и три моряка военно-морского флота.
В 1980 году численность составляла около 200 человек, в связи с недостатком запасных частей, в строю ВМС оставались три патрульных катера британской постройки.

### ВМС Сальвадора в период гражданской войны (1979—1992)
После начала гражданской войны, 1 марта 1981 года комитет начальников штабов США направил в Сальвадор группу военных советников (Naval Training Team, NTT) – шесть офицеров ВМС, которые должны были заниматься техническим обслуживанием военных судов хунты (в частности, ремонтом двигателей, радаров и радиоэлектронного оборудования). Это была вторая группа американских военных советников, направленных в Сальвадор.
Позднее, в 1981 году на военно-морскую базу ВМС в Ла-Уньон (основное место дислокации ВМС Сальвадора) прибыли американские военные советники из числа «морских котиков», которые начали готовить ВМС к антипартизанской войне, старые корабли были списаны и заменены на шесть скоростных катеров «пиранья» и спортивные моторные лодки «Boston Whaler» американской постройки, численность и оснащенность ВМС начали расти.
На вооружении вместо немецких автоматов HK G.3 поступили автоматы М-16А1, пулемёты М-60, 60-мм и 81-мм миномёты, 90-мм безоткатные орудия М67.
В августе 1982 года было создано подразделение коммандос ВМС — первоначально в виде «отряда дальней разведки» из 60 человек, который в 1983 году был переформирован в «роту морских коммандос».
В середине 1983 года помимо офицеров ВМС США, на военно-морской базе Ла-Уньон находились 16 американских «зелёных беретов», которые занимались подготовкой личного состава к участию в антипартизанских операциях.
В 1984 году численность военно-морских сил Сальвадора составляла 300 человек, на вооружении имелось шесть катеров (три 31-метровых «Camcraft», один 20-метровый «Sewart» и два речных катера производства США). В конце 1984 — середине 1985 года «рота морских коммандос» была преобразована в «батальон морских коммандос» из примерно 330 бойцов в составе: «роты охраны военно-морской базы» из 90 человек, «роты коммандос Пиранья», «роты коммандос Барракуда» и «группы боевых пловцов-коммандос» («Hacha» - 12 человек).
По состоянию на начало 1985 года, численность военно-морских сил Сальвадора составляла 650 человек. В 1985 году был сформирован батальон морской пехоты четырёхротного состава — в 1988 году в нём насчитывалось до 600 военнослужащих.
В 1985-1986 годы американская фирма "Lantana Boatyard" выполнила модернизацию всех трёх катеров «Camcraft», на которые были установлены новые радары и новые радиостанции.
В 1986 году в Пунта-Рука при содействии США на месте ранее действовавшего учебного центра была создана новая военно-морская база.
По состоянию на начало 1987 года, численность ВМС Сальвадора составляла 1,3 тыс. военнослужащих. В 1988 году численность ВМС составляла 1,5 тыс. военнослужащих и 30 малых кораблей и патрульных катеров.
В 1989 году в составе ВМС находилось 35 судов — 31 сторожевой катер, 3 десантных катера (один LCM-6 и два LCM-8) и 1 вспомогательное судно.

## Современное состояние

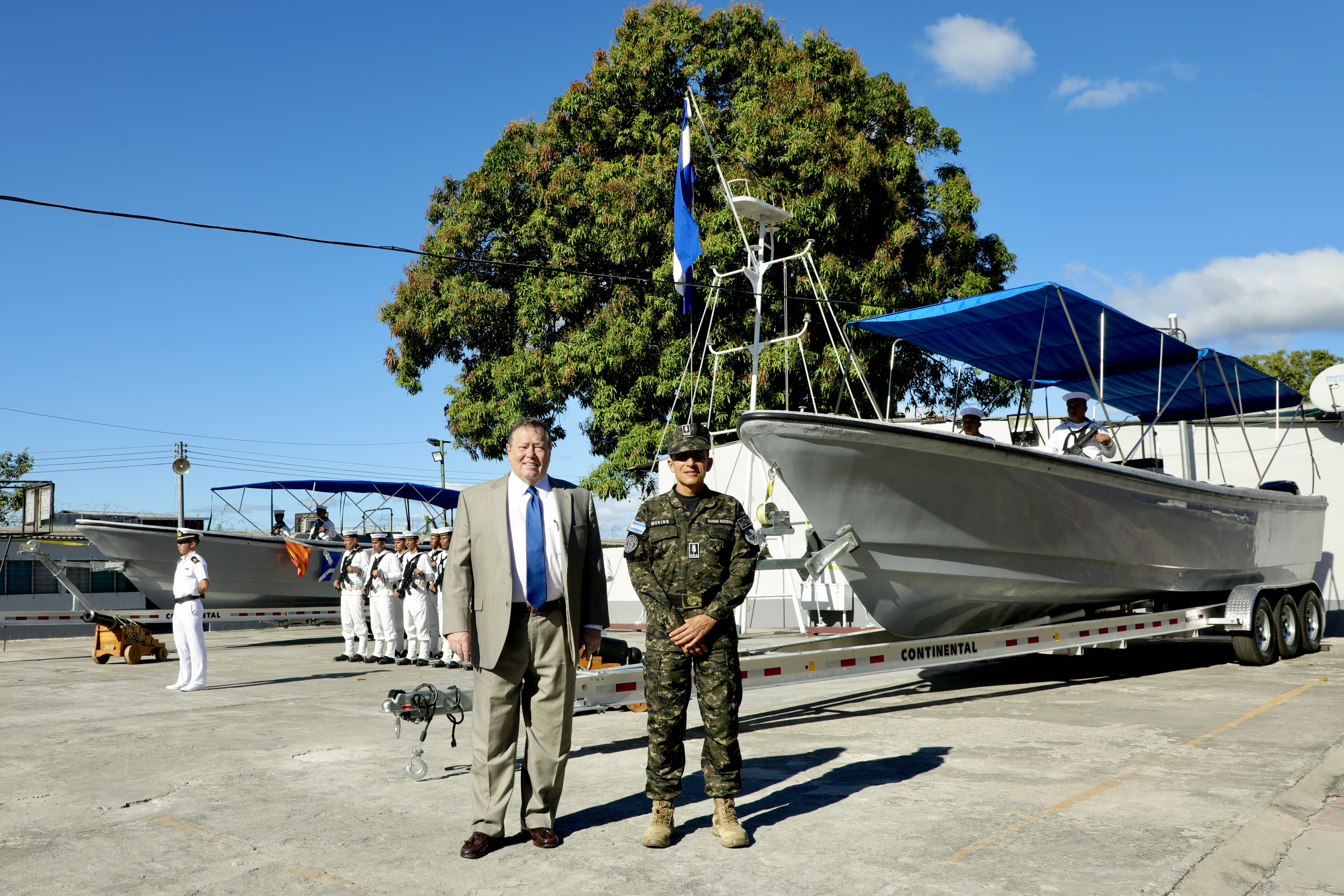
передача посольством США моторных катеров для ВМС Сальвадора (11 декабря 2023)

После окончания гражданской войны и последовавшей военной реформы численность ВМС была существенно сокращена, численность подразделения морской пехоты была уменьшена до 160 человек.
В конце 1992 года численность военно-морских сил составляла 1,3 тыс. человек, на вооружении имелось 10 патрульных катеров и 3 десантных катера.
По состоянию на начало 1998 года, общая численность ВМС составляла 1100 человек (из них 150 человек — в составе роты морской пехоты), на вооружении находилось пять патрульных катеров и два десантных катера.
В 1999—2000 годы общая численность ВМС составляла 700 человек, на вооружении имелось пять патрульных катеров, три десантных катера и 22 речных патрульных катера. В составе ВМС также находились рота морской пехоты и отдельная рота «морских коммандос» (90 чел.).
В 2001 году из США был получен патрульный катер класса «Point» (бывший USCGC "Point Stuart"), получивший наименование PM-12.
4 декабря 2002 года ВМС получили приобретенный в США катер WLB-302 (получивший новое название — «General Manuel José Arce»), вооружённый двумя пулемётами M2 и оснащенный радаром SPS-73.
В 2010 году общая численность ВМС составляла 700 человек, на вооружении имелось 3 больших и 3 малых патрульных катера, 3 десантных катера и 33 речных патрульных катера. В составе ВМС также находились рота морской пехоты (160 чел.) и отдельная рота «морских коммандос» (90 чел.).
В 2011 году по программе военной помощи из США было получено 7 быстроходных катеров общей стоимостью 5,5 млн. долларов.
В 2022 году общая численность ВМС составляла 2 тыс. человек, на вооружении имелось 10 патрульных катеров и четыре танкодесантных катера.
11 декабря 2023 года правительство США передало военно-морским силам Сальвадора по программе военной помощи два моторных катера.

## Праздники и памятные даты
- 23 октября — день создания военно-морских сил